# Veľká Svišťovka
Die Veľká Svišťovka (deutsch Großer Ratzenberg oder kurz Ratzenberg, ungarisch Nagy Morgás, polnisch Rakuska Czuba) ist ein 2037,6 m n.m. hoher Berg in der Hohen Tatra.

## Topographie
Der Berg liegt im Nordosten des Massivs des Kežmarský štít (Kesmarker Spitze), am Ende eines kurzen Grats, der vom Malý Kežmarský štít (Weberspitze) nach Osten verläuft und in das Tal Dolina Kežmarskej Bielej vody (Kesmarker Weißwassertal) hineinragt. Ihm vorgelagert ist die Malá Svišťovka (Kleiner Ratzenberg). An den Hängen zwischen Veľká Svišťovka und Huncovský štít (Hunsdorfer Spitze) entspringt der Huncovský potok (Leitbach). An den Hängen sind Spuren von Bergbau erhalten geblieben.

## Etymologie
Die deutschen und slowakischen Namen beziehen sich darauf, dass Murmeltiere, auf Zipserdeutsch Ratzen, hier reichlich vorkommen. Auf Ungarisch wählte man anstelle des standardsprachlichen Worts marmota/mormota für ein Murmeltier die regionale Variante morga als Basis für den gleichbedeutenden Bergnamen Nagy Morgás. Der polnische Name Rakuska Czuba weist hingegen auf die Lage an der einstigen Gemeindegrenze von Rakúsy (deutsch Roks) hin.

## Aufstieg
Vom Sattel Sedlo pod Svišťovkou (Ratzenbergjoch) ist der Gipfel leicht zu erreichen. Der Wanderweg Tatranská magistrála (Tatra-Magistrale) zwischen Skalnatá dolina (Steinbachtal) und Dolina Kežmarskej Bielej vody führt um den Gipfel herum.
Den Sattel erreicht man
- vom Skalnaté pleso (Steinbachsee) in 1:20 h, entlang des rot markierten Wanderwegs Tatranská magistrála an den Osthängen des Huncovský štít entlang
- von der Hütte Chata pri Zelenom plese (Grünseehütte) am See Zelené pleso (Grünsee), der von Tatranské Matliare (Matlarenau) und Tatranská Lomnica (Tatralomnitz) über eine blaue Markierung bis zur Gabelung Nad Matliarmi, und dann weiter mit gelber Markierung über Kressebrunnen (Šalviový prameň).[1]

Vom Gipfel führt die blaue Markierung in Richtung Südosten zur Malá Svišťovka (1515 m) und die Wiese Folvarská poľana (Forberger Blöße).